# Rem Koolhaas
Remment Lucas Koolhaas, poznatiji po svom nadimku Rem (Rotterdam, 17. studenog 1944.) je međunarodno priznati nizozemski arhitekt, teoretičar arhitekture, urbanist i profesor na Postdiplomskom studiju dizajna na Harvardu. God. 2000. osvojio je prestižnu Pritzkerovu nagradu, a 2008. god. časopis Time ga je svrstao među 100 najutjecajnijih ljudi na svijetu.

## Životopis
Koolhaas je proveo dio djetinjstva u Indoneziji gdje je njegov otac, Anton Koolhaas (1912. – 1992.), slavni spisatelj i kritičar, organizirao kulturni program po osamostaljenju države. Nakon povratka u Nizozemsku, radio je koncem 1960-ih kao novinar u tjedniku Haagse Post koji je u to politički i kulturno vrlo turbulentno vrijeme eksperimentirao s novim oblicima novinarstva. On je za Haagse Post, između ostalih, intervjuirao i umjetnika Constanta koji je sa svojim utopijskim arhitektonskim projektom „Novi Babilon” odlučujuće utjecao na Koolhaasa. On je također, poput oca, kratko radio kao scenarist.
Između 1968. i 1972. Koolhaas je studirao arhitekturu na Architectural Association School of Architecture (AA) u Londonu. Potom je radio u SAD-u za njemačkog arhitekta Oswalda Mathiasa Ungersa na Sveučilištu Cornell, koji je tamo bio profesor.
Zajedno s Madelon Vriesendorp, Eliom i Zoe Zenghelis je 1975. godine osnovao arhitektonski ured Office for Metropolitan Architecture (OMA), a kasnije i njegov istraživački pandan AMO, s trenutačnim sjedištem u Rotterdamu. Objavljivanjem nekoliko arhitektonskih teorijskih uradaka, predavanja i sudjelovanja na natječajima od osnutka OMA, Koolhaas je imao važnu ulogu u globalnim arhitektonskim raspravama.
Koolhaas je 2005. god. pokrenuo i arhitektonski časopis Volume Magazine, zajedno s Markom Wigleyjom i Ole Bouman. U prosincu 2007. god je bio i član „Odbora mudraca o budućnosti Europe” (Council of Wise Men on the Future of Europe).
Rem Koolhaas je danas profesor na Sveučilištu Harvard i oženjen je nizozemskom umjetnicom Madelon Vriesendorp, s kojom ima dvoje djece.

## Djela
Jedna od njegovih najutjecajnijih knjiga je „Bunovni New York: retroaktivni manifest Manhattanu”, objavljen 1978., u kojoj je pokušao prikazati implicitnu filozofiju urbanog Manhattana. Koolhaas je protumačio ovu knjigu kao tipičan primjer metropole, čiji se karakter osobito manifestira u „kulturi zagušenja” („kultura konsolidacije”). Gustoća grada i njegovih unutrašnjih proturječnosti zbunjuju estetske, socijalne i kulturne uvjete da bi se došlo do tumačenja šarma i kvalitete pojedinačnih objekata. Prema tome, dopušteno je, pa čak i potrebno, miješati više funkcija u istoj građevini čiji oblik više ne ovisi o funkciji. Mnoge njegove zgrade i dizajn su oblikovani ovim shvaćanjem grada. Tipično obilježje njegovih zgrada je njihov kolažni izgled i labirintski dizajn. Oni kombiniraju različite estetike i funkcionalnosti, ili se sudaraju. Koolhaas naglašava kako je riječ o funkciji zgrade kao „društvenog katalizatora”, koja često ima svjesno provokativan društveni utjecaj.
Prve zgrade ostvarene prema njegovim nacrtima su ostvarene tek ranih 1980-ih: plan i nekoliko stambenih zgrada u IJ-plein na sjeveru Amsterdama, te Nizozemsko plesno kazalište (Nederlands Dans Theater) u Den Haagu (1980. – 87.).
Godine 1995., u suradnji s grafičkim dizajnerom Bruceom Mauom, i kolegama Jennifer Sigler i Hans Werlemann, napisao je manifest „S, M, L, XL”. Ovo djelo od 1376 stranica se sastoji od eseja, manifesta, dnevnika, fikcije, putopisa i refleksija o suvremenom gradu. Između ostalog Koolhaas ističe kako se u suvremenom gradu, zahvaljujući stalnom napretku, gubi tradicionalna ideja identiteta grada koja se ostvarivala njegovim specifičnim ulicama i zgradama.

### Kronološki popis poznatijih djela
- Gradska vijećnica, Lille, Francuska (1988.)
- Kunsthal Rotterdam, Nizozemska (1993.)
- Second Stage Theatre, New York, SAD (1999.)
- Kampus McCormick Tribune, Tehnološko sveučilite Illinoisa, Chicago, SAD (1997. – 2003.)
- Nizozemska ambasada u Berlinu, Njemačka (2003.)
- Središnja knjižnica Seattlea, SAD (2004.)
- Casa da Música, Porto, Portugal (2001. – 05.)
- Seulski sveučilišni muzej umjetnosti, Seul, Južna Koreja (2003. – 05.)
- Paviljon Serpentine Gallery, London, UK (2006.)
- Zgrada burze u Shenzhenu, Kina (2006.)
- Sjedište CCTV-a, Peking, Kina (2004. – 09.)
- Kazalište Dee i Charles Wyly, Dallas, Teksas, SAD (2006. – 09.)
- Torre Bicentenario, Ciudad de Mexico, Meksiko (nedovršen)

- Kunsthal Rotterdam, Rotterdam
- McCormick Tribune Campus Center, Chicago
- Nizozemska ambasada, Berlin
- Zgrada burze u Shenzhenu
- Javni WC, Rem Koolhaas (OMA) i Erwin Olaf, Groningen

## Vanjske poveznice
- Office for Metropolitan Architecture, službene stranice (engl.)
- Rem Koolhaas  Arhivirana inačica izvorne stranice od 18. veljače 2003. (Wayback Machine), Sveučilište Harvard
- Rem Koolhaas na Starchitecture (engl.)